# Museu de Pontevedra
O Museu de Pontevedra, (antigo Museu Provincial de Pontevedra), é um museu localizado na cidade galega de Pontevedra, em Espanha. Foi fundado pela Deputação de Pontevedra a 30 de dezembro de 1927 e conta com seis edifícios para as suas exposições.
Dispõe de salas de exposição permanentes e temporárias. O acervo do museu é multidisciplinar, classificado em salas de pintura, escultura, arqueologia, artes decorativas, gravura e etnografia.
O Museu de Pontevedra foi declarado bem de interesse cultural a 1 de março de 1962. Foi-lhe atribuída a Medalha de Ouro da Galiza em 1996.

## História
O Museu de Pontevedra foi fundado pelo Conselho Provincial de Pontevedra no pazo de Castro Monteagudo a 30 de dezembro de 1927 e foi aberto ao público a 10 de agosto de 1929.

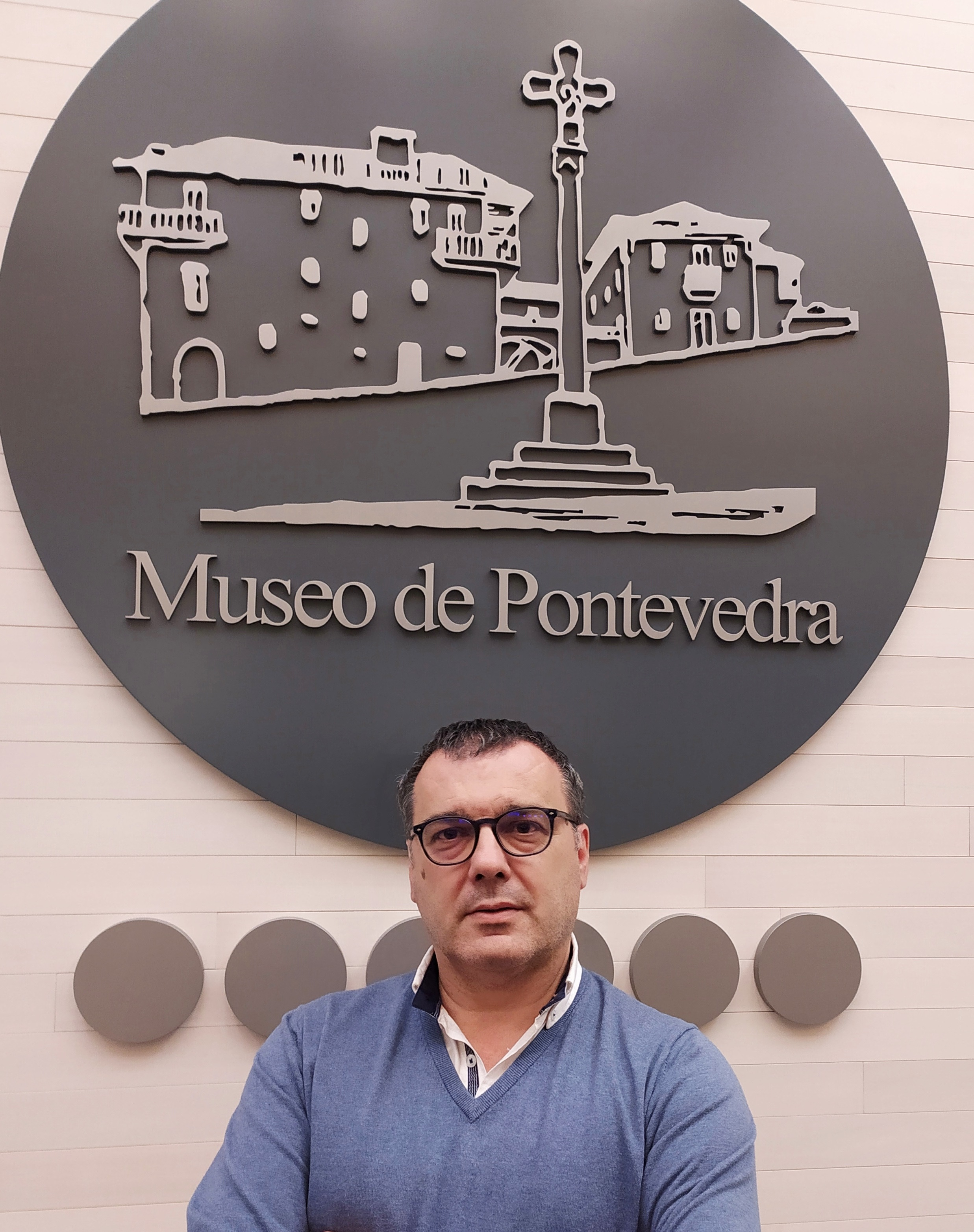
Logótipo do museu

Desde 2012, o museu ocupa cinco edifícios históricos, e mais um sexto edifício moderno que foi iniciado em 2004 e inaugurado em 2012. Estes seis edifícios são: as ruínas góticas da Igreja de São Domingos e os edifícios García Flórez, Fernández López, Sarmiento (antigo colégio barroco jesuíta da Igreja de São Bartolomeu) e Castro Monteagudo, bem como um grande edifício moderno, o Edifício Castelao, inaugurado em 2013.
Os seis directores do Museu de Pontevedra têm sido:
- 1927-1937: Casto Sampedro Folgar
- 1937-1940: Gerardo Álvarez Limeses
- 1940-1986: Xosé Filgueira Valverde
- 1986-2018: José Carlos Valle Pérez
- 2019-2022: José Manuel Rey García
- 2023-: Ángeles Tilve Jar[6]

Na primeira metade de 2022, o museu registou 108.543 visitantes e, no final do ano, quase 175.000.

## Edifício Castro Monteagudo
O pazo de Castro Monteagudo data de 1760 e tem este nome porque foi construído por José de Castro y Monteagudo, o primeiro auditor da província marítima de Pontevedra. É o primeiro edifício do museu.

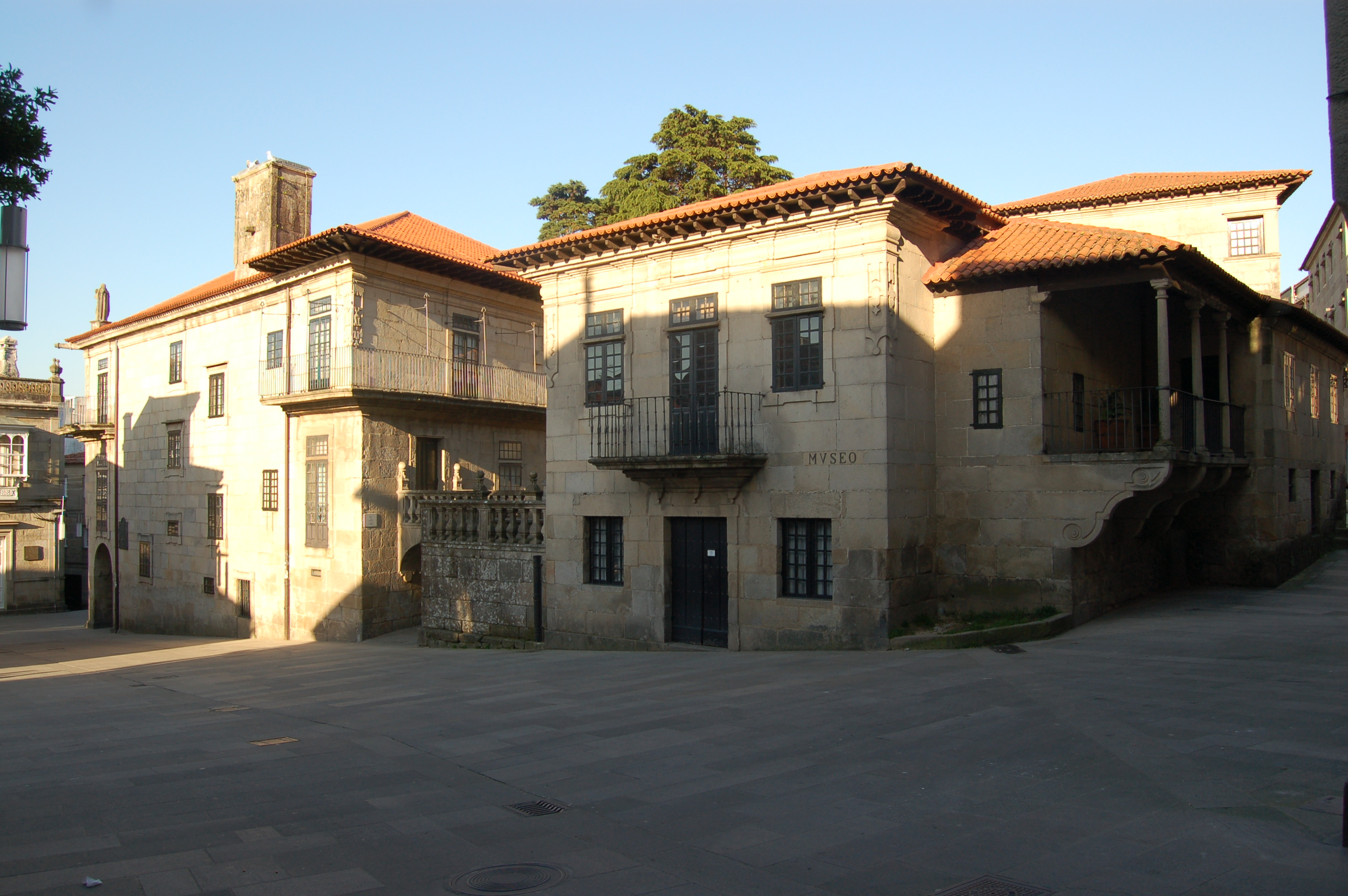
Edifício Castro Monteagudo

As várias salas exibiam tradicionalmente colecções arqueológicas, a ourivesaria pré-romana e romana, a prataria e pinturas góticas, renascentistas, naturezas mortas e pinturas espanholas. Actualmente, a exposição permanente está a ser redesenhada.

### Salas arqueológicas
Três salas do edifício Castro Monteagudo são dedicadas à arqueologia, apresentando vestígios significativos das fases pré-históricas e proto-históricas da Galiza. Durante as últimas obras de renovação, todas estas colecções arqueológicas foram transferidas para o edifício Sarmiento. Algumas colecções permanecem no seu lugar em 2014, tal como a tradicional colecção de ourivesaria galega.

### Colecção depratariaFernández de la Mora y Mon
A colecção de prataria civil e religiosa, em exposição permanente no edifício Castro Monteagudo, foi adquirida pelo escritor e diplomata Gonzalo Fernández de la Mora y Mon. É composta por peças anteriores a 1900, com predomínio da arte civil sobre a arte sacra. As peças são provenientes da Península Ibérica e da América Latina, bem como de outros lugares como a Rússia e a China.
Uma série de prataria niquelada (com incrustações em liga de chumbo) inclui caixas e porta-copos russos, caixas de rapé turcas e copos tailandesas.
Uma das peças mais antigas é uma taça baptismalbizantina do século XV ou XVI. A mais interessante históricamente é uma caixa do pregador da Nova Inglaterra Thomas Hooker de 1600, e a mais nobre é uma caixa de rapé de Moscou com arestas curvas do início do século XIX.
A peça mais valiosa é uma terrina imperial, forjada em Estrasburgo nos anos 1800, sem esquecer uma jarra de troféus oferecida pela Imperatriz da Alemanha, Augusta-Vitória de Eslévico-Holsácia, ao vencedor de uma corrida em 1898, com moedas de ouro incrustadas com a efígie dos três imperadores que reinaram no mesmo ano.

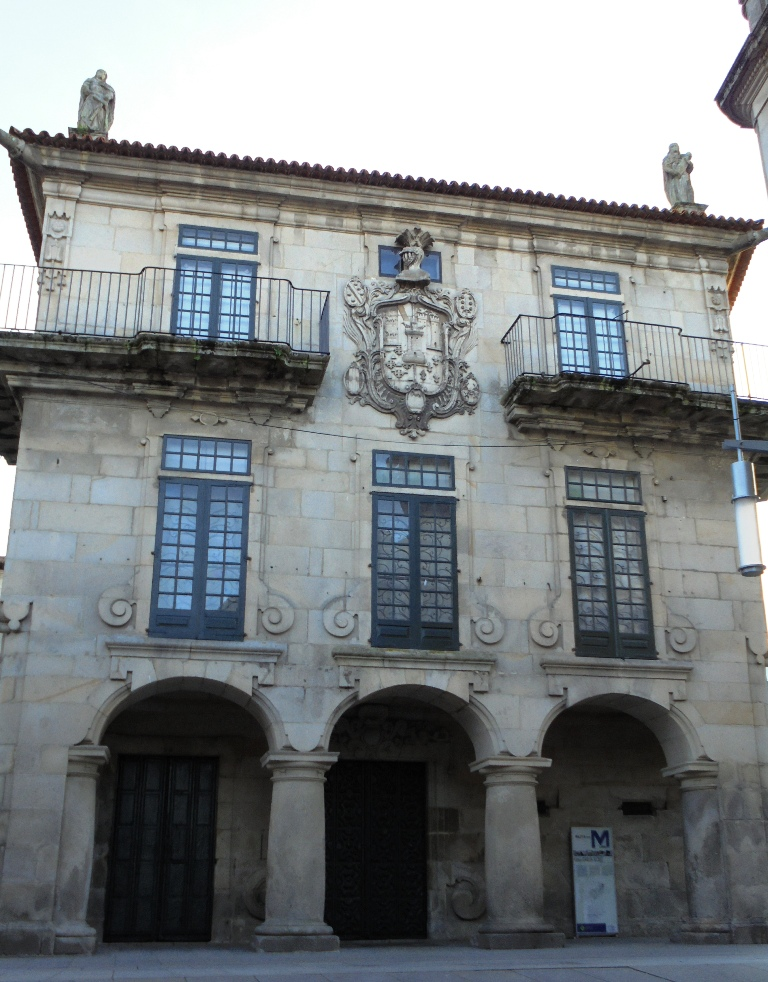
Edifício García Flórez

## Edifício García Flórez
O pazo de García Flórez tem o nome de Antonio García Estévez Fariña e da sua esposa Tomasa Suárez Flórez, que construíram esta mansão sobre um pazo anterior no século XVIII. Foi anexado ao Museu Provincial em 1943.
O acervo exposto nas suas salas inclui mobiliário e dispositivos de navegação, o quarto do navio de guerra Numancia, esculturas religiosas, olaria e cozinha tradicional galega, gravuras, faiança Sargadelos e objectos a jacto.

## Edifício Fernández López
Foi construído em 1962 e concluído em 1965. O nome é uma homenagem ao principal doador José Fernández López. Exibe uma grande colecção de pinturas românticas e históricas dos séculos XIX e XX, com salas especificamente dedicadas a Goya e Joaquín Sorolla.

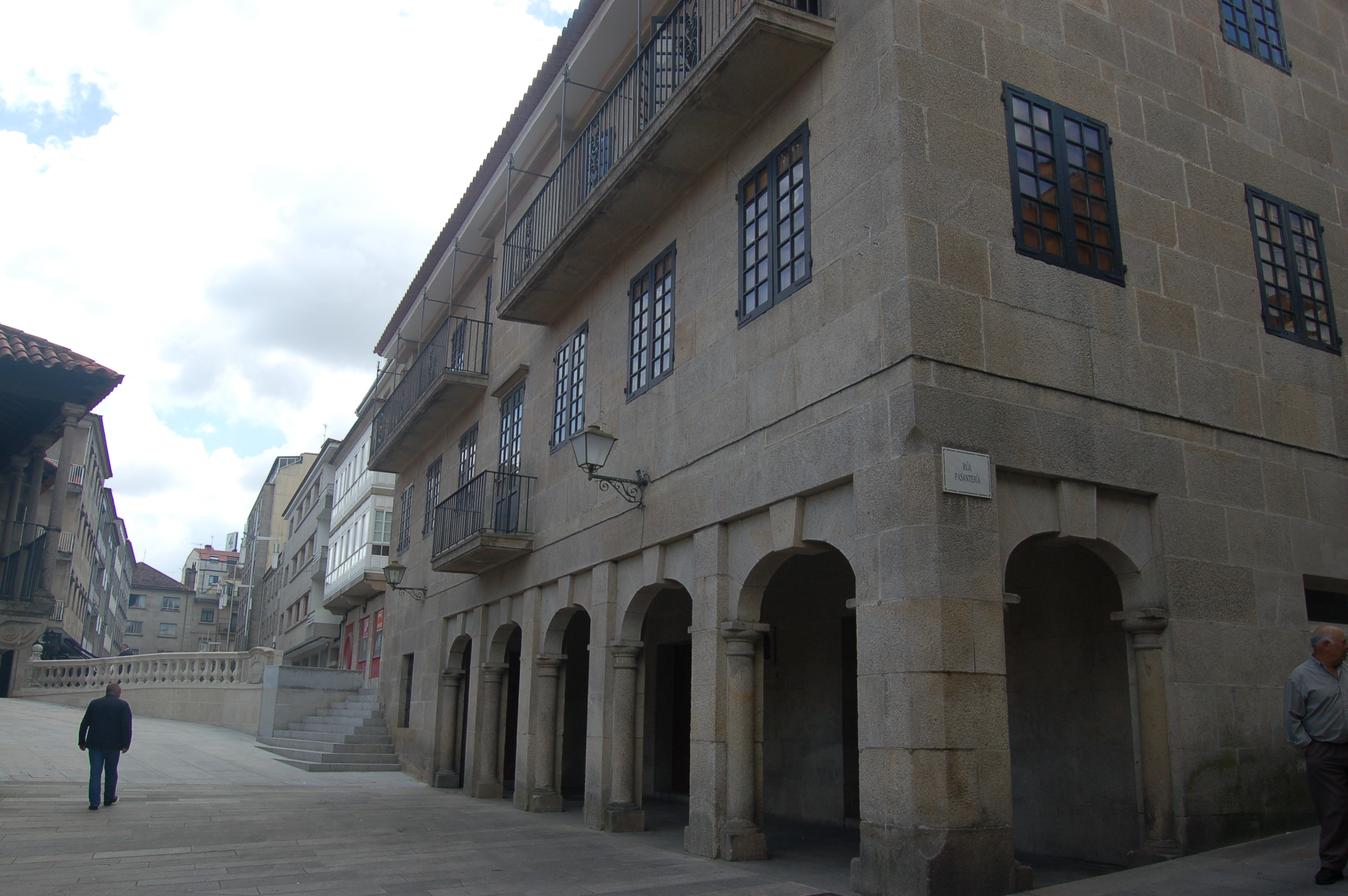
Edifício Fernández López

Este edifício alberga os escritórios administrativos do museu, a biblioteca e o arquivo gráfico (com mais de 500.000 registos).
O edifício Fernández López do museu foi ampliado no início dos anos 2000, com a construção de um anexo desenhado em 1999 pelo arquitecto Celestino García Braña entre as ruas Pasantería e Laranxo. A obra foi concluída em 2002 e o novo edifício de 1200 metros quadrados, uma síntese da arquitectura tradicional e moderna (constituído pelo anexo de 2 casas e a construção de outro edifício no local de um antigo pomar) e destinado a escritórios e salas para prestar serviço a investigadores e documentalistas, foi inaugurado a 2 de Maio de 2003. A ampliação foi premiada nesse mesmo ano pela Associação Galega de Arquitectos.

### Biblioteca
A biblioteca começou com um lote de 108 livros. Até 2007, a sua colecção incluía mais de 6.000 títulos em série, mais de 150.000 registros bibliográficos, 500 mapas e planos e secções de documentação. É uma biblioteca especializada à disposição dos investigadores, com uma sala de leitura aberta ao público para a consulta da colecções, que não podem ser emprestadas. A biblioteca cumpre várias missões de interesse científico e colabora com o Ministério da Cultura e a Junta da Galiza.

### Publicações científicas
A revista anual do museu, El Museo de Pontevedra, foi publicada pela primeira vez em 1942. Para além de dois catálogos de cada exposição, o museu publica monografias.

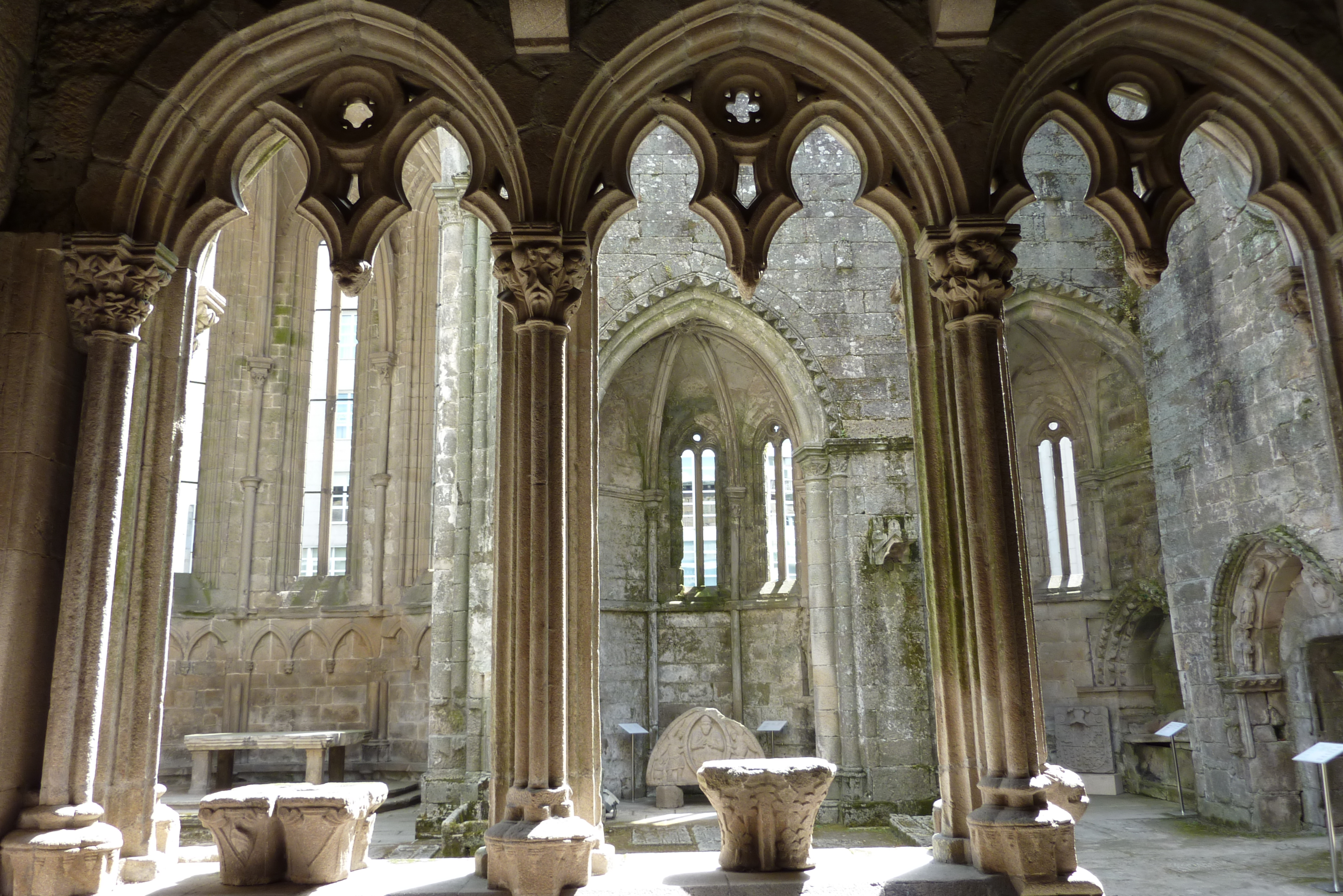
Ruínas de São Domingos.

## Ruínas do Convento de São Domingos
É o edifício mais antigo do museu. Ocupa as ruínas do Convento de São Domingos, construído nos séculos XIV e XV e abandonado desde a desamortização na Espanha de Mendizábal em 1834. O convento conserva apenas a capela-mor e as capelas laterais da cabeceira.
Além dos vestígios da própria igreja, que ainda se mantêm de pé, as ruínas contêm também uma grande colecção de brasões, lápides, baldaquinos, capitéis visigóticos e românicos e várias estátuas.

## Edifício Sarmiento
É o antigo colégio jesuíta, um edifício barroco iniciado em 1695 e concluído em 1714 ao lado da igreja de São Bartolomeu. Foi incorporado no museu em 1979.

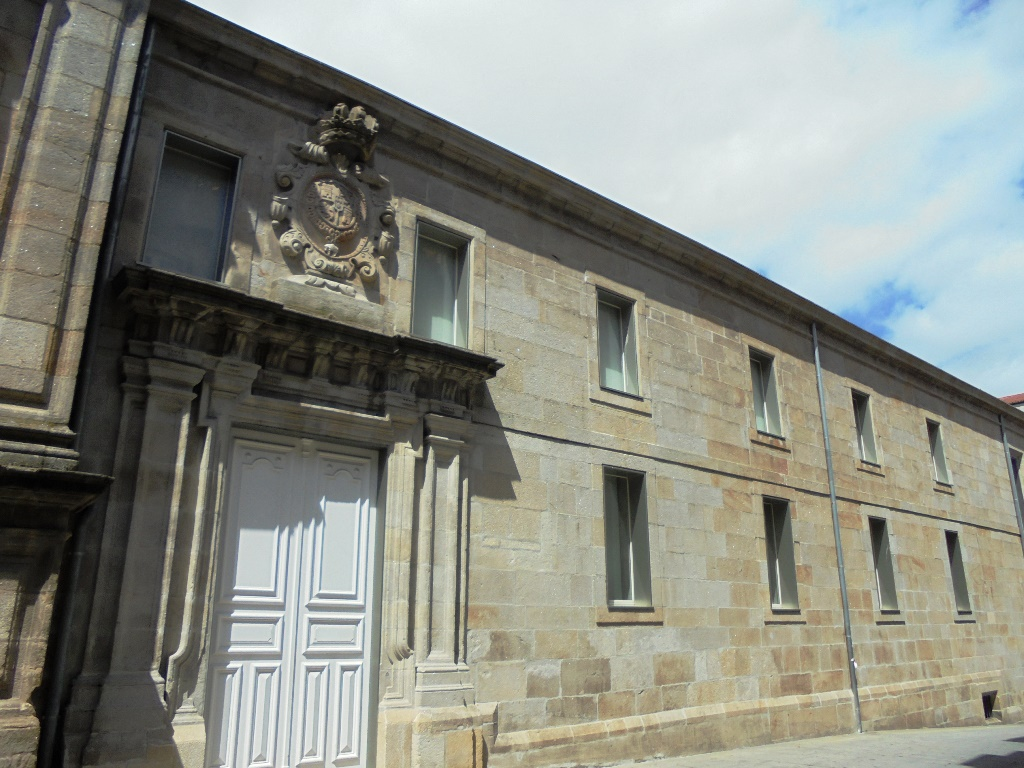
Edifício Sarmiento

Após uma grande reforma, foi aberto ao público a 21 de agosto de 2013, com a colecção arqueológica e a arte medieval galega do século XIII. De particular destaque é a colecção de torques e outras peças da cultura castreja provenientes, entre outros, dos tesouros de Caldas de Reis e da Agolada. A cerâmica galega está também em exposição, assim como salas dedicadas à cidade de Pontevedra e à Virgem Peregrina.
Na sala de segurança do edifício encontra-se o tesouro de Caldas de Reis, que data da Idade do Bronze. Foi descoberto enterrado numa vinha a 20 de Dezembro de 1940 e é o tesouro de ouro mais importante da Península Ibérica e um dos mais importantes da Europa devido ao seu peso,

## Edifício Castelao
O edifício Castelao é um edifício construído entre 2004 e 2008, projectado pelos arquitetos Eduardo Pesquera e Jesús Ulargui, o que significa uma extensão de 10.000 m² de espaço para exposições e oficinas. Este sexto edifício foi inaugurado a 4 de janeiro de 2013. Está situado atrás da igreja de São Bartolomeu.
Está distribuído por quatro andares e um rés-do-chão. O andar inferior é dedicado a exposições temporárias e os três andares superiores à exposição permanente do acervo do museu, em 23 salas. Estas incluem coleçções de arte galega, desde o gótico à Idade Moderna, bem como colecções de outros artistas espanhóis e estrangeiros.

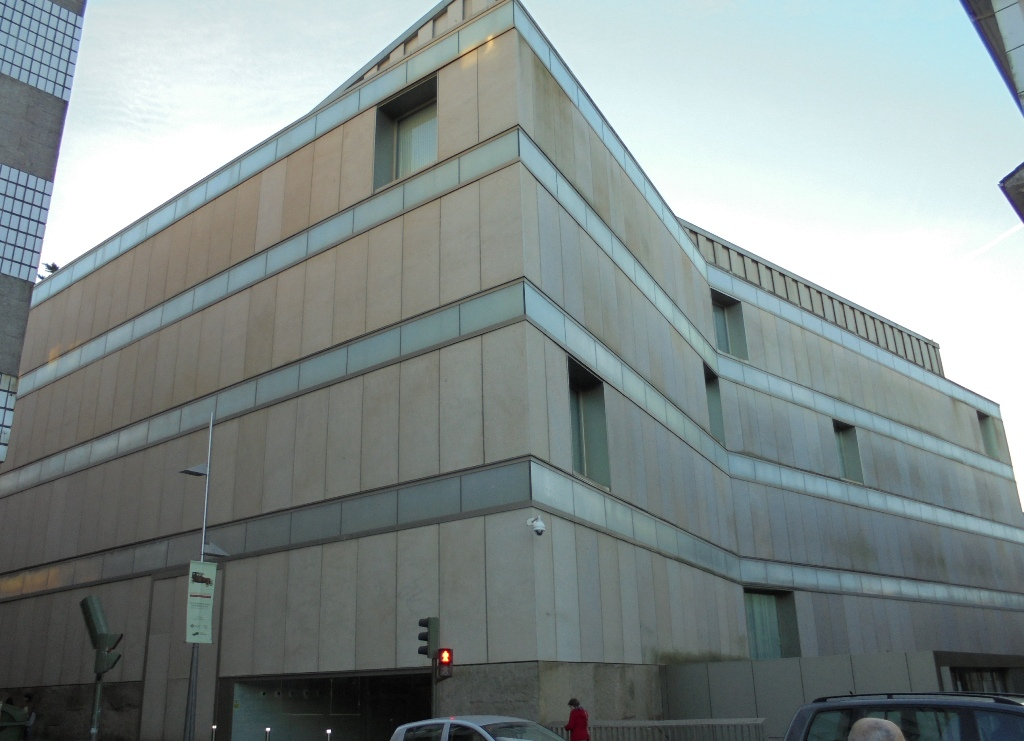
Edifício Castelao do Museu

O primeiro andar é dedicado à arte galega, desde o gótico até ao final do século XIX, sob o nome de Xeración Doente. Estão aqui expostas esculturas e relíquias, incluindo o retábulo de Santa Maria de Belvis (do Convento Dominicano de Santiago de Compostela) e várias pinturas e esculturas de Goya, Gregorio Fernández, Xosé Gambino, Jenaro Pérez Villaamil, Serafin Avendaño, etc.
O segundo andar é dedicado à arte entre o final do século XIX e o primeiro terço do século XX. Há obras de Ovidio Murguía, Álvarez de Sotomayor, Camilo Díaz, Asorey e bustos e instrumentos do violinista Manuel Quiroga Losada. As duas salas dedicadas a Castelao são particularmente notáveis. O museu alberga a produção mais emblemática de Castelao, incluindo o álbum original Nós,
O terceiro andar é dedicado a artistas galegos dos séculos XX e XXI, com autores posteriores como o Grupo Atlántica.
Na cave existem oficinas de restauração, um grande auditório e uma cafetaria. Os vestígios das muralhas de Pontevedra também podem ser vistos ali.

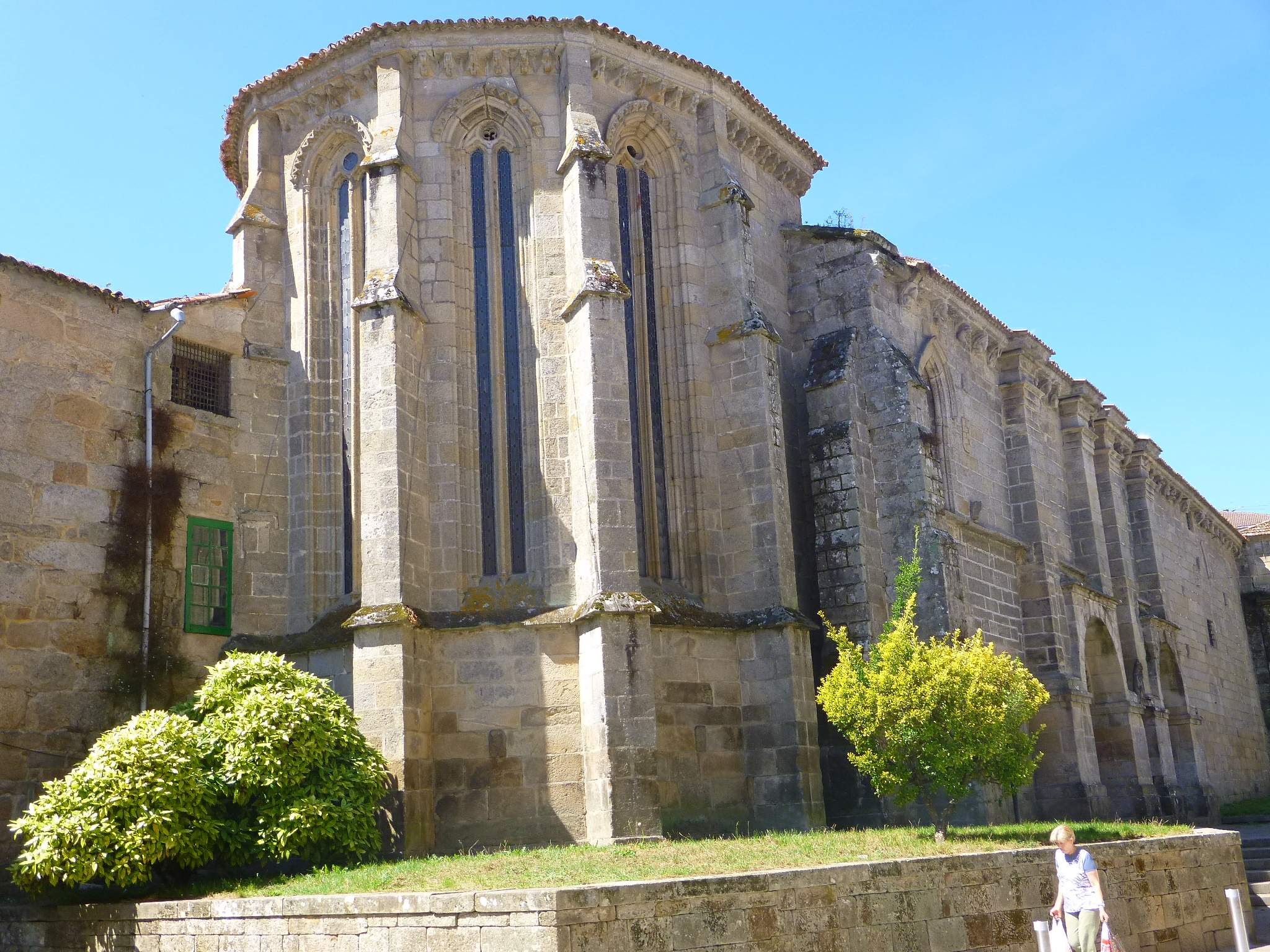
Igreja gótica do Convento de Santa Clara.

## Santa Clara
A 1 de Dezembro de 2021, a Câmara Municipal de Pontevedra comprou o Convento de Santa Clara à Ordem das Clarissas por 3,2 milhões de euros. A 3 de Janeiro de 2023, a Câmara Municipal transferiu o complexo para a Deputação Provincial de Pontevedra, mantendo o direito de uso dos jardins e da floresta. A Deputação irá integrar o convento no Museu como o seu sétimo edifício após uma restauração completa.

### Outros artigos
- Pazo de Castro Monteagudo
- Pazo de García Flórez
- Colégio da Companhia de Jesus de Pontevedra
- Ruínas de São Domingos
- Edifício Castelao
- Centro histórico de Pontevedra
- Tesouro de Caldas de Reis
- Praça da Lenha